# Het Eeuwige Leven
Het Eeuwige Leven is een sciencefictionroman van de Amerikaanse schrijver Jack Vance. Het boek verscheen in 1956 met de Engelse titel "To Live Forever". De Nederlandse vertaling verscheen in 1971 bij Meulenhoff in de reeks M=SF. Deze roman is een van de eerste volledige romans van Jack Vance.

## Doel onsterfelijkheid
Het verhaal speelt zich af in de tijd dat de dood geen vat meer heeft op de mensheid. Medisch gezien is er geen reden meer voor ziekte en sterven. Om te voorkomen dat de aarde overvol raakt is er een klassesysteem bedacht. Het leven wordt een streven om de verschillende klasse te doorlopen met als doel onsterfelijkheid. Na de geboorte is iedereen een klasseloze Glark. Zij die zich inschrijven als deelnemer van de race naar onsterfelijkheid komen in de klasse Kroost. De mensen in deze klasse hebben 88 jaar de tijd om zich in hun maatschappelijke leven te onderscheiden. Een carrière als wetenschapper scoort goed. Kunsten is ook mogelijk maar daarin is veel concurrentie. Het beste scoort ruimtevaart, maar deze weg kent veel risico's. Als de deelnemer voor de 88ste verjaardag niet genoeg punten heeft verzameld komen de doders langs om het lichaam op te halen. De volgende treden op de ladder naar onsterfelijkheid zijn Wig, Derde en Rand. Na deze vierde competitie wordt het einddoel bereikt. De deelnemer komt in de klasse van Amaranth en onsterfelijkheid is bereikt. Om te voorkomen dat er "iets" met het lichaam van de uitverkorene gebeurt worden er klonen gemaakt die in geval van nood de plaats van de ongelukkige innemen. Het geheugen en de persoonlijkheid van de deelnemer wordt regelmatig geactualiseerd.

## Elite
In het verhaal komt het systeem onder druk. De Amaranth zijn een elite geworden en staan nieuwe aanwas slechts mondjesmaat toe. In feite besturen zij de aarde. De hoofdpersoon is een man genaamd Gavin Waylock. Hij was toegetreden tot de hoogste klasse maar beging een moord op een ander lid van de Amaranth, een misdaad waar de hoogste straf op staat: de doodstraf. Een van zijn klonen wordt vervolgens als glark teruggeplaatst met het recht om zich weer als Kroost in te laten schrijven. Deze Gavin weet met misleidingen en nieuwe misdaden in te dringen in de centrale computer van de Amaranth. Daar weet hij vele klonen van de Amaranth tot leven te wekken. Deze klonen hebben, volgens de wet, recht hebben op onsterfelijkheid en het evenwicht is zo dramatisch verstoord dat de doders vervroegd op pad gaan; gevolg onvrede en revolutie.

## De ruimte
Gavin Waylock, achterna gezeten door iedereen, wijst in het laatste hoofdstuk de mensheid de weg naar de toekomst: "de ruimte". 